# Láscar
Der Láscar ist der aktivste Vulkan Nord-Chiles.

## Wichtigste Daten
Der Schichtvulkan ist 5592 m hoch und befindet sich etwa 70 km südöstlich von San Pedro de Atacama. Ihm benachbart sind die Vulkane Aguas Calientes und Acamarachi.
Der Vulkan verfügt über 6, sich teilweise überlappende Gipfelkrater und ein aus zwei Hauptteilen bestehendes Vulkangebäude.

## Eruptionsgeschichte

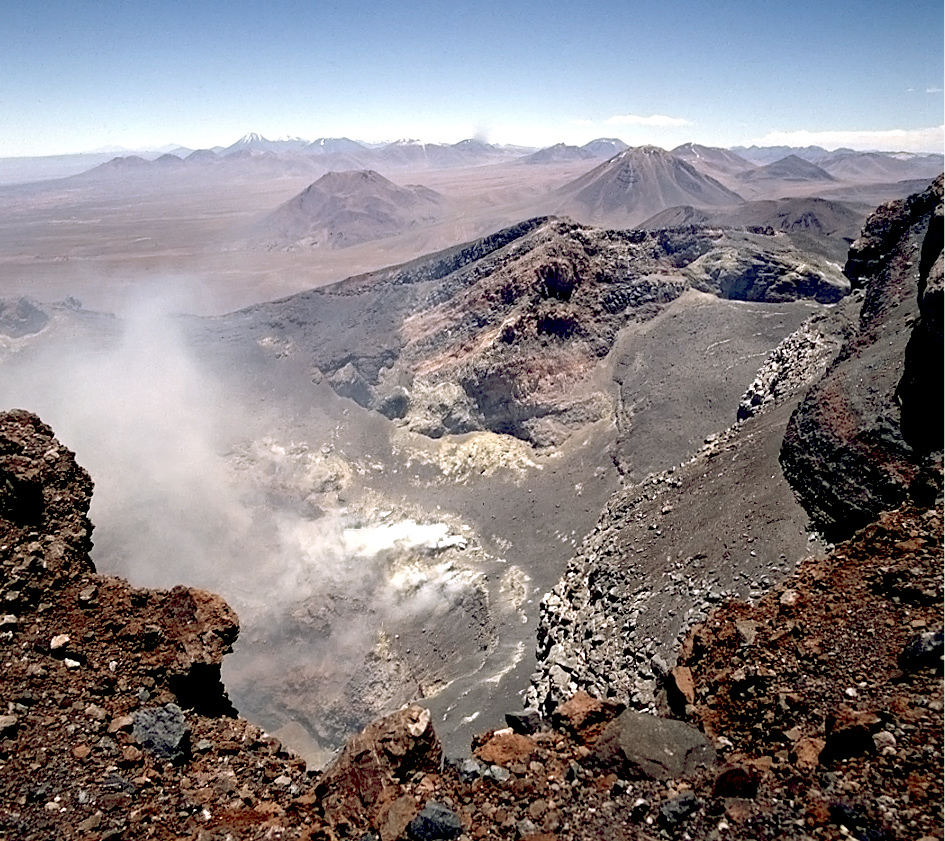
Blick in den Krater des Láscar

Die Aktivität begann zunächst im östlichen Teil und verlagerte sich später auf den westlichen Teil des Vulkans. Dort fand vor ca. 26.500 Jahren die bisher stärkste Eruption statt. Nach einem weiteren großen Ausbruch vor 9.000 Jahren, verlagerte sich die Aktivität wieder zurück nach Osten.
Seit dem 19. Jahrhundert gibt es Aufzeichnungen über kleinere bis mittelstarke Eruptionen des Vulkans, die relativ oft stattfanden. Es sind aber auch einige große Eruptionen nachgewiesen, die Aschenfall bis in Hunderte von Kilometern Entfernung verursachten. Sein stärkster neuzeitlicher Ausbruch fand 1993 statt, wobei Asche auch in Buenos Aires fiel.

## Neuzeitliche Ausbrüche
Der Vulkan brach zuletzt im Juli 2007 aus. Am 18. April 2006, bei einem weiteren Ausbruch, stieg die Aschewolke Pressemeldungen zufolge mehr als 3000 m hoch.
Seit Mai 2009 steigen von Láscar wieder Dampf- und Gaswolken auf. Die umliegende Bevölkerung erwartet bald eine neue Eruption. Der Vulkan wird genau überwacht.
Am 10. Dezember 2022 kam es zu einer explosiven Eruption, bei der die Asche bis zu 8 km hoch stieg.

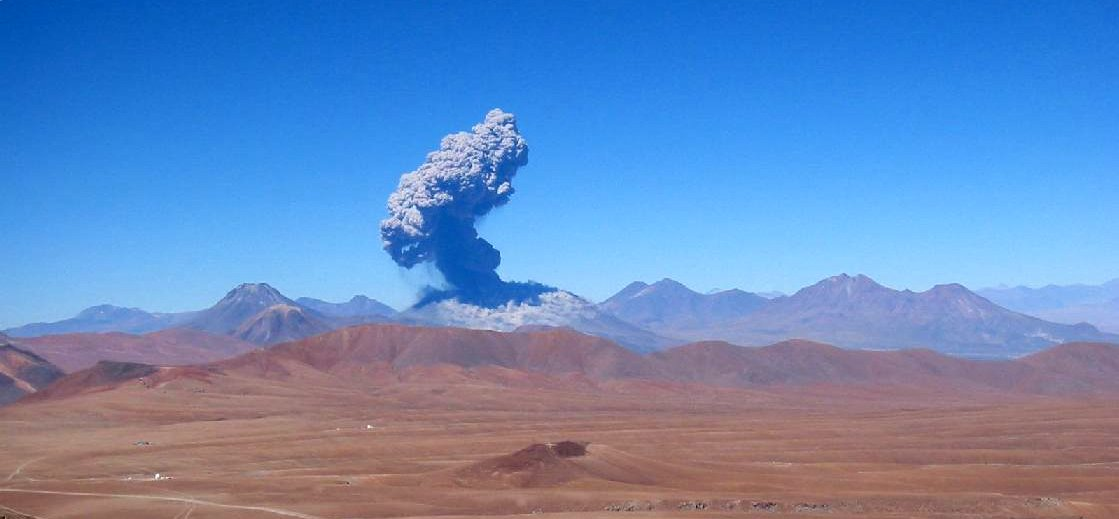
Ausbruch 2006